# كأس العالم لكرة الماء للنساء 1983
كأس العالم لكرة الماء للنساء 1983 كان الموسم الرابع من كأس فينا للنساء، وجرت المنافسات في كيبك، كندا، في الفترة من 13 يونيو إلى 19 يونيو 1983. ونظمت من قبل الاتحاد الدولي للسباحة (FINA).
وتوج منتخب هولندا بكأس البطولة. فيما حل منتخب الولايات المتحدة في المركز الثاني، ومنتخب أستراليا في المركز الثالث.

## المباريات
|                  | هولندا         | الولايات المتحدة | أستراليا      | كندا        |
| ---------------- | -------------- | ---------------- | ------------- | ----------- |
| هولندا           |                | 12 – 9 10 – 10   | 11 – 7 13 – 7 | 8 – 7 5 – 9 |
| الولايات المتحدة | 9 – 12 10 – 10 |                  | 9 – 7 6 – 7   | 8 – 5 7 – 6 |
| أستراليا         | 7 – 11 7 – 13  | 7 – 9 7 – 6      |               | 5 – 5 5 – 5 |
| كندا             | 7 – 8 9 – 5    | 5 – 8 6 – 7      | 5 – 5 5 – 5   |             |

## الترتيب
|    | الفريق           | النقاط | المباريات | فاز | تعادل | خسر | له | عليه | الفارق |
| -- | ---------------- | ------ | --------- | --- | ----- | --- | -- | ---- | ------ |
| 1. | هولندا           | 9      | 6         | 4   | 1     | 1   | 59 | 49   | +10    |
| 2. | الولايات المتحدة | 7      | 6         | 3   | 1     | 2   | 49 | 47   | +2     |
| 3. | أستراليا         | 4      | 6         | 1   | 2     | 3   | 38 | 49   | –11    |
| 4. | كندا             | 4      | 6         | 1   | 2     | 3   | 37 | 38   | –1     |

## النهائي
- 19 يونيو 1983 — المركز الثالث

| أستراليا | 10 – 8 | كندا |

- 19 يونيو 1983 — المركز الأول

| هولندا | 11 – 7 | الولايات المتحدة |

## الترتيب النهائي
| الترتيب | الفريق           |
| ------- | ---------------- |
|         | هولندا           |
|         | الولايات المتحدة |
|         | أستراليا         |
| 4.      | كندا             |
| 5.      | كندا II          |

| كأس العالم لكرة الماء للنساء 1983 |
| --------------------------------- |
| · هولندا · للمرة الثانية          |